# العلاقات الغواتيمالية الفرنسية
العلاقات الغواتيمالية الفرنسية هي العلاقات الثنائية التي تجمع بين غواتيمالا وفرنسا.

## مقارنة بين البلدين
هذه مقارنة عامة ومرجعية للدولتين:
| وجه المقارنة                                              | غواتيمالا       | فرنسا                                                    |
| --------------------------------------------------------- | --------------- | -------------------------------------------------------- |
| المساحة (كم2)                                             | 108.89 ألف      | 643.80 ألف                                               |
| عدد السكان (نسمة)                                         | 17.26 مليون     | 67.12 مليون                                              |
| الكثافة السكانية (ن./كم²)                                 | 158.51          | 104.26                                                   |
| العاصمة                                                   | غواتيمالا       | باريس                                                    |
| اللغة الرسمية                                             | اللغة الإسبانية | لغة فرنسية                                               |
| العملة                                                    | كتزال غواتيمالي | يورو، فرنك س ف ب، فرنك فرنسي، Livre tournois ‏            |
| الناتج المحلي الإجمالي (بليون دولار)                      | 75.62 مليار     | 2.58 تريليون                                             |
| الناتج المحلي الإجمالي (تعادل القوة الشرائية) بليون دولار | 126.21 مليار    | 2.87 تريليون                                             |
| الناتج المحلي الإجمالي الاسمي للفرد دولار أمريكي          | 3.90 ألف        | 36.20 ألف                                                |
| الناتج المحلي الإجمالي للفرد دولار أمريكي                 | 7.45 ألف        | 39.33 ألف                                                |
| مؤشر التنمية البشرية                                      | 0.627           | 0.888                                                    |
| رمز المكالمات الدولي                                      | +502            | +33                                                      |
| رمز الإنترنت                                              | .gt             | .fr، .bzh ‏، .tf، .re، .wf، .yt، .pm، .paris              |
| المنطقة الزمنية                                           | 00              | أوروبا/باريس ‏، توقيت وسط أوروبا، توقيت وسط أوروبا الصيفي |

## منظمات دولية مشتركة
يشترك البلدان في عضوية مجموعة من المنظمات الدولية، منها:
| علم المنظمة | اسم المنظمة                               | تاريخ انضمام غواتيمالا | تاريخ انضمام فرنسا |
| ----------- | ----------------------------------------- | ---------------------- | ------------------ |
|             | وكالة ضمان الاستثمار متعدد الأطراف        | 11 يوليو 1996          | 28 ديسمبر 1989     |
|             | منظمة الشرطة الجنائية الدولية             | ?                      | ?                  |
|             | منظمة حظر الأسلحة الكيميائية              | ?                      | ?                  |
|             | منظمة التجارة العالمية                    | ?                      | 1995               |
|             | الأمم المتحدة                             | 21 نوفمبر 1945         | 24 أكتوبر 1945     |
|             | مؤسسة التمويل الدولية                     | 20 يوليو 1956          | 20 يوليو 1956      |
|             | يونسكو                                    | 2 يناير 1950           | 4 نوفمبر 1946      |
|             | مؤسسة التنمية الدولية                     | 27 أبريل 1961          | 30 ديسمبر 1960     |
|             | البنك الدولي للإنشاء والتعمير             | 28 ديسمبر 1945         | 27 ديسمبر 1945     |
|             | المنظمة الهيدروغرافية الدولية             | ?                      | ?                  |
|             | الاتحاد البريدي العالمي                   | ?                      | ?                  |
|             | المركز الدولي لتسوية المنازعات الاستشارية | 20 فبراير 2003         | 20 سبتمبر 1967     |
|             | الاتحاد الدولي للاتصالات                  | 10 يوليو 1914          | 1866               |

## وصلات خارجية
- موقع وزارة الخارجية الغواتيمالية
- موقع وزارة الخارجية الفرنسية